# László Cseh (fotbalista)
László Cseh (4. dubna 1910, Budapešť – 8. ledna 1950, Budapešť) byl maďarský fotbalista.
Hrál jako útočník, především za Hungárii MTK. Byl na MS 1938.

## Hráčská kariéra
László Cseh hrál jako útočník za III. Kerületi, BSE, Hungárii MTK, Kispest, Szeged a Gammu Budapešť.
Za Maďarsko hrál 34 zápasů a dal 15 gólů. Byl na MS 1938, ale nenastoupil tam v žádném utkání.

## Úspěchy
Hungária MTK
- Maďarská liga: 1935–36, 1936–37
- Maďarský pohár: 1932

Maďarsko
- 2. místo na MS: 1938

Individuální
- Král střelců maďarské ligy: 1934–35 (23 gólů), 1936–37 (36 gólů)
- Maďarský fotbalista roku: 1936